# Plautylla (cesarzowa)
Plautylla, Publia Fulvia Plautilla (zm. 211) – cesarzowa rzymska, pierwsza i jedyna małżonka cesarza Karakalli.
Była córką wpływowego prefekta pretorianów Gajusza Fulwiusza Plaucjana i jego żony Hortensji. Wiosną 202 r., w trakcie obchodów decennaliów panującego Septymiusza Sewera (9-15 kwietnia), jako 15-letnia poślubiła Karakallę, uzyskując godność augusty i związane z nią przywileje (m.in. emitowania monet z jej podobizną). Politycznie uwarunkowany związek małżeński był niedobrany i nieszczęśliwy, a według niektórych źródeł nigdy nie skonsumowany, zachowując cechy „białego małżeństwa”. Choć źródła numizmatyczne sugerują, że w 204 r. para mogła doczekać narodzin córki, zasadniczo przyjmuje się, że ich związek był bezpotomny.
Ożeniony pod przymusem Karakalla odnosił się z ostentacyjną niechęcią do żony i z jawną nienawiścią do teścia, kierując mordercze groźby pod ich adresem. Ten wrogi stosunek zyskał poparcie ze strony matki, Julii Domny, zaniepokojonej nadmiernymi wpływami i ambicjami cesarskiego faworyta (por. Herodian: Historia cesarstwa rzymskiego III 10,8). W 205 r. Plaucjan oskarżony przez Karakallę o spiskowanie przeciwko władcy i jego synom, został zamordowany w obecności cesarza. Dobra jego uległy konfiskacie, pamięć potępieniu (damnatio memoriae), a najbliższe otoczenie poddano prześladowaniom. W następstwie Karakalla rozwiódł się z Plautyllą, którą również skazano na zatarcie pamięci i na wygnanie na Sycylię wraz z jej bratem Gajuszem Fulwiuszem Plautusem Hortensjuszem (por. Herodian: Historia cesarstwa rzymskiego III 13,2-3) (lub według innej wersji na Liparę). Po śmierci ojca w lutym 211 roku Karakalla nakazał zgładzić oboje zesłańców (por. Herodian: Historia cesarstwa rzymskiego IV 6,3).